# Piecza naprzemienna
Piecza naprzemienna (opieka naprzemienna, opieka wspólna, piecza wspólna) – sposób opieki nad dzieckiem żyjących w rozłączeniu rodziców (np. po rozwodzie) polegający na przyznaniu każdemu z rodziców przez sąd prawa do pieczy nad dzieckiem w określonym czasie w ciągu roku np. dziecko zamieszkuje na zmianę dwa tygodnie u ojca, dwa tygodnie u matki.

## Sytuacja prawna w Polsce i na świecie
Terminy "opieka naprzemienna", ani "piecza naprzemienna" nie jest w polskim prawie definiowane. Posługuje się nim jedynie ustawa o pomocy państwa w wychowywaniu dzieci, jednak również go nie definiuje. Ustalenie pieczy naprzemiennej jest możliwe zarówno w przypadku zgodnego wniosku rozwodzących się rodziców, na podstawie ich porozumienia (tzw. planu wychowawczego), jak i może zostać orzeczona przez sąd w przypadku braku takiego porozumienia. Wynika to z przyjęcia ustawy o zmianach do ustawy kodeks rodzinny i opiekuńczy oraz kodeks postępowania cywilnego z dnia 25 czerwca 2015 roku, które weszły w życie w dniu 29 sierpnia 2015 roku (Dz.U. z 2015 r. poz. 1062). W przypadku braku porozumienia rozwodzących się rodziców sąd w pierwszej kolejności orzeka o ich wspólnym wykonywaniu władzy rodzicielskiej, a jedynie w przypadku gdy dobro dziecka za tym przemawia, władza rodzicielska jednego z rodziców może być ograniczona do określonych uprawnień i obowiązków. W art. 58 kodeksu rodzinnego i opiekuńczego zapisano, iż sąd musi uwzględnić „prawo dziecka do wychowania przez oboje rodziców”. Ograniczenie władzy rodzicielskiej jest traktowane jako wyjątek od reguły i może zostać orzeczone jedynie przez pryzmat „dobra dziecka”. Sąd może także orzec, nawet przy braku zgody jednego z rodziców, że dziecko będzie mieszkać naprzemiennie u każdego z nich. Jakkolwiek w kodeksie rodzinnym i opiekuńczym nie zapisano wprost przepisu pozwalającego na takie uregulowanie kontaktów, jednakże kodeks postępowania cywilnego w art. 59822 i art. 7562 dosłownie odnosi się do takiego orzeczenia, w którym opieka rodzicielska będzie wykonywana w ten sposób, że „dziecko będzie mieszkać z każdym z rodziców w powtarzających się okresach”. Dodatkowo wprowadzono możliwość zasądzania kar pieniężnych dla rodzica, który niezgodnie z postanowieniem sądu ogranicza kontakty z dzieckiem drugiemu rodzicowi.
Także w innych krajach świata piecza naprzemienna może być uchwalona przez sąd nawet przy braku zgody jednego z rodziców. Piecza naprzemienna została wprowadzona formalnie między innymi w prawie USA, Kanady, Australii, Francji, Hiszpanii, Grecji, Czech, Słowacji, Belgii, Danii, Norwegii, Szwecji i we Włoszech. W Polsce starania o wprowadzenie pieczy naprzemiennej, jako jednej z głównych form opieki nad dzieckiem po rozwodzie, napotykały na liczne opory i wątpliwości. W 2014 r. Stowarzyszenie Sędziów Polskich „Iustitia” wydało opinię stwierdzającą m.in. iż z dużą "ostrożnością należy potraktować zmiany zmierzające do wprowadzenia tzw. pieczy naprzemiennej, bowiem jest to rozwiązanie obciążone dużym ryzykiem błędu, wiążące się z szerokimi konsekwencjami natury psychologicznej, praktycznej i prawnej.".
W polskiej literaturze często powtarzana była opinia, że dla rozwoju emocjonalnego dziecka najważniejsza jest stałość miejsca zamieszkania, a różnice norm panujących w dwóch domach będą miały negatywne skutki na rozwój emocjonalny dziecka, przy czym często jako dowód podawano skrajne, rzadko występujące przypadki. Przeciwnikiem stosowania pieczy naprzemiennej w Polsce jest m.in. Prof. W. Stojanowska, która uważa, że taka forma opieki nad dzieckiem po rozwodzie jest niezgodna z jego „dobrem”. Podobnie o pieczy naprzemiennej wypowiada się A. Czerederecka w czasopiśmie „Rodzina i Prawo”, choć dopuszcza ona jej stosowanie w przypadku zgodnego porozumienia rodziców. W rezultacie takich poglądów sądy w Polsce w większości przypadków przyznawały po rozwodzie opiekę nad dziećmi wyłącznie matkom, często ograniczając kontakty z ojcami do części weekendów, uzasadniając to „dobrem dziecka”. Większość współczesnych badań psychologicznych opublikowanych w międzynarodowych czasopismach naukowych wskazuje jednak, że piecza naprzemienna jest lepszą formą sprawowania opieki nad dzieckiem po rozwodzie, niż stałe zamieszkiwanie u jednego z rodziców i tylko okresowe widywanie się z drugim z nich. Po wyłączeniu szczególnych sytuacji, gdy rodzice po rozwodzie mieszkają daleko do siebie, lub gdy jeden z nich świadomie nie chce lub nie jest w stanie prawidłowo zajmować się dzieckiem ze względu na np. uzależnienia, choroby, agresję lub inne tego typu przypadki, większość rodziców jest w stanie zapewnić dziecku opiekę wystarczającą dla jego w miarę prawidłowego rozwoju emocjonalnego. Badania oparte na dużych grupach porównawczych w krajach stosujących pieczę naprzemienną od wielu lat, wskazują na lepszy rozwój emocjonalny dzieci, mniejszy stres, lepsze samopoczucie, lepsze kontakty z obojgiem rodziców i ograniczenie możliwości wystąpienia psychologicznego syndromu alienacji rodzicielskiej, który jest częsty u dzieci, które po rozwodzie zamieszkiwały głównie u jednego rodzica.
Poradniki dotyczące pieczy naprzemiennej w krajach anglosaskich dają najczęściej następujące zalecenia co do jej stosowania:
- dziecko powinno chodzić do jednej szkoły (przedszkola),
- dzieci młodsze powinny mieć krótsze okresy przebywania na przemian z ojcem i matką (np. około tygodnia lub kilka dni), podczas gdy dla starszych dzieci zaleca się dłuższe okresy (np. od 2 do kilku tygodni)
- bez względu na negatywne emocje rodziców po rozwodzie muszą oni przy dziecku wypowiadać się pozytywnie o drugim rodzicu ("mama Cię kocha", "tato Cię kocha" etc.),
- ewentualne konflikty i spory dotyczące wychowania dziecka muszą być negocjowane przez rodziców bez angażowania do sporu dziecka,

## Zalety pieczy naprzemiennej w opracowaniu E. Kruka
E. Kruk (2012) w czasopiśmie „The American Journal of Family Therapy” dokonuje przeglądu literatury naukowej świadczącej o zaletach wprowadzenia w systemie prawnym priorytetu równego czasu opieki nad dzieckiem w sporach rozwodowych (equal parenting - dziecko jest wychowywane przez obojga rodziców po połowie np. co dwa tygodnie przenosi się do drugiego rodzica). Wymienia on 16 podstawowych zalet takiego systemu opieki nad dzieckiem, przeprowadzając dla każdego z nich dyskusję literatury psychologicznej i prawnej świadczącej o pozytywnych skutkach opieki, jak i poglądów krytyków:
1. Równy czas opieki pozwala na zachowanie relacji dziecka z obojgiem rodziców – z punktu widzenia potrzeb dziecka. (Equal Parenting Preserves Children’s Relationships With Both Parents). Nieproporcjonalne ograniczenie czasu spędzanego z jednym z rodziców wpływa negatywnie na poczucie bezpieczeństwa dziecka. Autor podaje przykład 12 badań empirycznych, które wskazują, iż opieka równoważna miała korzystny wpływ na przystosowanie społeczne dzieci (general adjustment). Ustalenie priorytetu jednego miejsca zamieszkania dziecka i związana z tym opieka sprawowana głównie przez jednego rodzica są silnie skorelowane z pojawianiem się u dzieci zjawiska alienacji rodzicielskiej i apatii (disengagement). Zdaniem autora znaczna liczba prac naukowych wskazuje, że szczególnie nieobecność ojca po rozwodzie, bardziej niż inne czynniki, ma negatywny wpływ na emocjonalne samopoczucie dziecka.
2. Równy czas opieki zabezpiecza relacje rodziców z dzieckiem (tzn. z punktu widzenia potrzeb rodziców) (Equal Parenting Preserves Parents’ Relationships With Their Children). Badania wskazują, że ograniczenie kontaktów z dzieckiem jednemu z rodziców często wpływa negatywnie na jego zdrowie fizyczne i emocjonalne, zwiększa także jego skłonność do depresji. Z kolei takie psychologiczne osłabienie rodzica wpływa negatywnie na poczucie własnej wartości dziecka.
3. Równy czas opieki zmniejsza konflikt pomiędzy rodzicami i zmniejsza prawdopodobieństwo przemocy domowej (Equal Parenting Decreases Parental Conflict and Prevents Family Violence). E. Kruk argumentuje, iż dłuższe przebywanie na przemian u obojga rodziców sprzyja zmniejszaniu się liczby sytuacji konfliktowych (w porównaniu do sytuacji, gdy dziecko mieszka u jednego rodzica, a drugi ma możliwość jedynie krótkiego widywania dziecka, co wiąże się z częstszymi spotkaniami skonfliktowanych rodziców). Cytuje on badania wskazujące, iż równy czas opieki przynosi korzyści dla dziecka zarówno w sytuacji niskiego jak i wysokiego konfliktu pomiędzy rozwiedzionymi rodzicami. Praktyka przyznawania opieki nad dzieckiem jednemu z rodziców i preferowanie jednego miejsca zamieszkania dziecka sprzyja eskalacji konfliktu w sądzie w czasie rozwodu, gdzie rodzice za wszelką cenę walczą o dziecko. Wprowadzenie opieki naprzemiennej (równej) jako formy priorytetowej zmniejsza tego typu konflikt pomiędzy rodzicami, ponieważ żaden z nich nie ma wtedy poczucia całkowitej utraty dziecka, a niższy poziom konfliktu jest korzystny dla dziecka.
4. Równy czas opieki jest zgodny z preferencjami dzieci oraz ich poglądami o swoich potrzebach i własnym dobru (Equal Parenting Respects Children’s Preferences and Views About Their Needs and Best Interests). Dzieci zazwyczaj wykazują równe przywiązanie do ojca i matki. W naukowych badaniach ich preferencji po rozwodzie rodziców najczęściej wyrażają one silną potrzebę spędzania tyle samo czasu z matką, jak i ojcem (tzn. dzieci nie preferują mieszkania i spędzania większości czasu tylko z jednym rodzicem – s. 39).
5. Równy czas opieki jest zgodny z preferencjami rodziców i ich poglądami na temat potrzeb ich dziecka i jego dobra (Equal Parenting Respects Parents’ Preferences and Views About Their Children’s Needs and Best Interests). W dobrowolnych porozumieniach pomiędzy rodzicami w sprawie opieki nad dzieckiem po rozwodzie dominuje ustalanie równego podziału obowiązków i takiego samego czasu spędzanego z dzieckiem.
6. Równy czas opieki odzwierciedla opiekę nad dzieckiem przed rozwodem (Equal Parenting Reflects Child Caregiving Arrangements Before Divorce). Współczesne badania wskazują, że w normalnych rodzinach, gdzie matka i ojciec pracują, każdy z rodziców zajmuje się dzieckiem porównywalną ilość czasu (w przybliżeniu po połowie). Poglądy, że to głównie matka opiekuje się dzieckiem (jako uzasadnienie przyznawania matkom jedynej opieki), są zdaniem E. Kruka przestarzałe i nie mają potwierdzenia we współczesnych badaniach empirycznych (s. 41).
7. Równy czas opieki polepsza jakość relacji rodziców z dzieckiem (Equal Parenting Enhances the Quality of Parent-Child Relationships). Więzy emocjonalnego przywiązania kształtują się poprzez wspólne uczestnictwo dziecka i rodzica w codziennych zajęciach, włączając w to nocowanie, zawożenie i odbieranie ze szkoły oraz zajęcia dodatkowe. Ograniczenie dziecku tego typu kontaktów z jednym z rodziców ma negatywny wpływ na jego związek emocjonalny z nim. Dlatego autor popiera równy czas zajmowania się dzieckiem przez oboje rodziców.
8. Równy czas opieki zmniejsza koncentrowanie się rodziców po rozwodzie na „matematycznym” przestrzeganiu czasu wizyt danego rodzica z dzieckiem i zmniejsza liczbę sporów sądowych z tym związanych (Equal Parenting Decreases Parental Focus on „Mathematizing Time” and Reduces Litigation). Wyznaczenie jednemu z rodziców na stałe kontaktów w określone dni i godziny (np. typowe ograniczanie czasu do co drugiego weekendu i ewentualnych spotkań w tygodniu) nie uwzględnia zmieniających się potrzeb dziecka związanych z jego stanem rozwoju i wiekiem.
9. Priorytet równego czasu opieki zapewnia bodźce do negocjacji, mediacji i rozwoju planu wychowawczego pomiędzy rodzicami (Equal Parenting Provides an Incentive for Inter-Parental Negotiation, Mediation, and the Development of Parenting Plans). W systemie preferującym opiekę nad dzieckiem sprawowaną przez jednego rodzica nie ma bodźców do negocjacji i mediacji pomiędzy rodzicami, którzy liczą na „wygranie” prawa do opieki nad dzieckiem. Autor podaje przykład australijskiego prawa zmuszającego rozwodzących się rodziców do przygotowania planu rodzicielskiego, które spowodowało, że 72 procent rozwodzących się par woli korzystać z centrów mediacji niż z pomocy prawnej nastawionej na walkę o dziecko z drugim rodzicem.
10. Równy czas opieki zapewnia klarowne i spójne wskazówki dla sądowego podejmowania decyzji (Equal Parenting Provides a Clear and Consistent Guideline for Judicial Decision-Making). W systemach prawnych preferujących przyznawanie opieki jednemu z rodziców sędziowie opierają się na specyficznych uprzedzeniach (idiosyncratic biases) dotyczących „dobra dziecka”, nie uwzględniających współczesnych wyników badań naukowych dotyczących skutków takich decyzji na dzieci. Preferowanie w systemie prawnym równej opieki nad dzieckiem po rozwodzie nie jest wcale sprzeczne z „dobrem dziecka” i zapewnia zaspokojenie części jego potrzeb określonych na podstawie badań empirycznych (evidence-based).
11. Równy czas opieki zmniejsza ryzyko i nasilenie zjawiska alienacji rodzicielskiej (Equal Parenting Reduces the Risk and Incidence of Parental Alienation). Alienacja rodzicielska wynikająca z ograniczenia czasu spędzanego z jednym z rodziców jest dla dziecka przeżyciem traumatycznym. Równy czas opieki nad dzieckiem przez obojga rodziców zmniejsza wyraźnie ryzyko wystąpienia tego syndromu.
12. Równy czas opieki ułatwia wprowadzenie stałego porządku wychowawczego, gdyż rodzice łatwiej znoszą system opieki naprzemiennej (Equal Parenting Enables Enforcement of Parenting Orders, as Parents are More Likely to Abide by an EPR Order). Zdaniem autora system wymuszający jedno miejsce zamieszkania dziecka przy jednoczesnym ograniczeniu kontaktów dziecka z drugim rodzicem jest „prawnym koszmarem”, w którym często jeden z rodziców zabiega o możliwość spędzania większej ilości czasu z dzieckiem, podczas gdy drugi stara się ograniczać te kontakty. System, w którym dziecko jest wychowywane równą ilość czasu na przemian przez oboje rodziców jest przez nich łatwiej akceptowalny, nawet jeżeli jest narzucony przez sąd.
13. Równy czas opieki spełnia zasady sprawiedliwości społecznej w odniesieniu do ochrony praw dziecka (Equal Parenting Addresses Social Justice Imperatives Regarding Protection of Children’s Rights) i w największym stopniu zapewnia ochronę relacji dziecka z obojgiem rodziców.
14. Równy czas opieki spełnia zasady sprawiedliwości społecznej w odniesieniu do władzy, autonomii, równości, praw i obowiązków rodziców (Equal Parenting Addresses Social Justice Imperatives Regarding P arental Authority, Autonomy, Equality, Rights, and Responsibilities)
15. Model opieki sprawowanej przez jednego rodzica nie ma poparcia w badaniach empirycznych (The BIOC/Sole Custody Model is not Empirically Supported). Narzucanie tego sposobu opieki po rozwodzie prowadzi do osłabiania więzi dziecka z jednym z rodziców i pobudza konflikty. Model ten jest szczególnie szkodliwy dla dzieci, gdyż prowadzi do osłabienia ich więzi z jednym rodziców, do braku pewności siebie (emotional insecurity) i pogorszenia emocjonalnego samopoczucia (emotional well-being).
16. Model równej odpowiedzialności w wychowaniu dziecka po rozwodzie ma poparcie w badaniach empirycznych (A Rebuttable Legal Presumption of Equal Parenting Responsibility is Empirically Supported). Autor wymienia w tym punkcie 13 innych artykułów naukowych z lat 1998-2010, które opisują korzystne skutki równego (na przemian) czasu opieki nad dzieckiem.

## Pozytywne opinie innych autorów publikacji naukowych
R. Bauserman (2002) w artykule w czasopiśmie „Journal of Family Psychology” w oparciu o metaanalizę niepublikowanych badań klinicznych i innych badań opublikowanych przeanalizował 1846 przypadków dzieci wychowujących się przy jednym rodzicu (sole custody) oraz 814 przypadków, kiedy dzieci spędzały porównywalną ilość czasu z obojgiem rodziców po rozwodzie (joint custody). Wykazał on, iż dzieci wychowywane w ramach opieki naprzemiennej wykazywały lepsze zdolności adaptacyjne (przystosowanie społeczne), niż dzieci wychowywane przez jednego rodzica (sole custody), porównywalne do zdolności adaptacyjnych dzieci wychowywanych w rodzinach nienaruszonych (intact families). System opieki naprzemiennej miał jego zdaniem także pozytywny wpływ na angażowanie się obojga rozwiedzionych rodziców w opiekę nad dzieckiem. W systemie tym szczególnie ważne było spędzanie znaczącego czasu z ojcem (s. 98). Opieka naprzemienna nie wykazywała korzystnego wpływu jedynie w dwóch badaniach klinicznych w sytuacji szczególnie wysokiego poziomu konfliktu pomiędzy rozwiedzionymi rodzicami (s. 98). Autor podkreśla, że na niektórych obszarach sędziowie wykazują silną preferencję dla orzekania wyłącznej opieki matki (maternal custody), niechętnie umożliwiając także opiekę nad dzieckiem ojcom w ramach opieki naprzemiennej. Tymczasem według niego badania nie potwierdzają opinii krytyków opieki naprzemiennej, iż dziecko będzie miało problem z przyzwyczajeniem się do dwóch miejsc zamieszkania lub będzie czuło się rozdarte pomiędzy dwojgiem rodziców. Jego zdaniem przeanalizowane badania wyraźnie wskazują, iż opieka naprzemienna zazwyczaj nie wykazuje szkodliwego wpływu na samopoczucie dziecka, natomiast może być dla niego korzystna. Autor zaleca zatem, by nie zniechęcać rodziców od stosowania opieki naprzemiennej (s. 99). W jego opinii przeciwwskazaniem są jedynie szczególne przypadki (np. agresja lub silne zaniedbywanie dziecka przez jednego z rodziców).
Laftman i in. (2014) w czasopiśmie „Scandinavian Journal of Public Health” przeprowadzili analizę danych Sztokholmskiego Sondażu Szkolnego z 2004 r, dotyczących młodzieży w wieku 15-16 lat (próba 8840 osób) wychowywanej w systemie opieki naprzemiennej (joint physical costody) oraz wychowywanej przez obojga rodziców w jednym domu, mieszkających po rozstaniu rodziców u jednego z nich z ograniczeniem widywania drugiego i osób w rodzinach, w której dzieci mieszkają z jednym z rodziców i jego nowym małżonkiem (partnerem). Największe możliwości zwracania się przez dzieci o pomoc dotyczącą ich problemów występowały w rodzinach nierozwiedzionych. Jednak w drugiej kolejności najwyższe poczucie uzyskiwania wsparcia emocjonalnego od obojga rodziców i najwyższy poziom zdrowia subiektywnego odczuwały dzieci wychowywane w systemie opieki naprzemiennej. Wskazuje to, że dla młodzieży ważniejszy był fakt bliskiego kontaktu emocjonalnego z jednym i drugim rodzicem (co zapewniało naprzemienne zamieszkiwanie u ojca i matki), a nie systemy opieki związane z zamieszkiwaniem w jednym miejscu i widywaniem drugiego rodzica co pewien czas (np. raz na dwa tygodnie) lub w ogóle.
Linda Nielsen z Katedry Edukacji na Uniwersytecie Wake Forest (USA) w czasopiśmie „Journal of Divorce & Remarriage” z 2014 r. przedstawia wyniki 40 badań z lat 1989-2014 prowadzonych w Szwecji, Norwegii, Holandii, Kanadzie, Danii, Australii, Wielkiej Brytanii i USA, które porównywały sytuację dzieci które mieszkają z każdym z rodziców co najmniej 35% czasu w porównaniu do dzieci, które mieszkają przede wszystkim z matką i spędzają mniej niż 35% czasu ze swoim ojcem. Wyniki badań wyraźnie wskazują, że dzieci w rodzinach stosujących pieczę naprzemienną (shared physical custody) wykazywały lepsze wyniki w pomiarach ich samopoczucia emocjonalnego, behawioralnego i psychologicznego (emotional, behavioral, and psychological well-being), a także były zdrowsze fizycznie i miały lepsze relacje ze swoimi matkami i ojcami. Korzyści te występowały także w przypadku wysokiego poziomu konfliktu pomiędzy ich rodzicami.
Maciej Wojewódka z Komitetu Przestrogi przed Oddzieleniem Rodzica w publikacji „Dziecko, rodzic i rozwód oraz alienacja rodzicielska” przedstawia autorską propozycję poszerzenia opieki naprzemiennej (wspólnej) o postulat wprowadzenia adekwatnego wsparcia prawno - motywacyjno - terapeutycznego, adekwatnych programów edukacyjnych dla przyszłych rodziców, sędziów, biegłych i kuratorów sądowych, psychologów, mediatorów oraz nauczycieli, a także korekty programów szkolnych.